# Авангард (троллейбус)
ВМЗ-5298.01 «Авангард» — российский низкопольный троллейбус большой вместимости для внутригородских пассажирских перевозок, производящийся с 2008 года на Вологодском механическом заводе.

## Описание
Двухосный низкопольный троллейбус производства компании «Транс-Альфа» на заводе в Вологде. Является дальнейшим развитием модели ВМЗ-5298.01.
В частности, изменены передняя и задняя части троллейбуса. Кроме этого, в отличие от базовой модели, некоторые «Авангарды» полностью низкопольны и в месте накопительной площадки имеют высокое окно от пола до потолка.
Все три двери троллейбуса двустворчатые. Передняя дверь — с раздельным открыванием створок. Имеется устройство для въезда и выезда инвалидных колясок.
Первый опытный троллейбус ВМЗ-5298.01 «Авангард» (№ 6936) был построен в 2007 году и эксплуатировался в 2008-2018 годах в Москве.
В 2011 году на заводе ОАО «Транс-Альфа ЭЛЕКТРО» на основе кузова этой модели был разработан троллейбус с автономным ходом до 40 км.

### Модификации

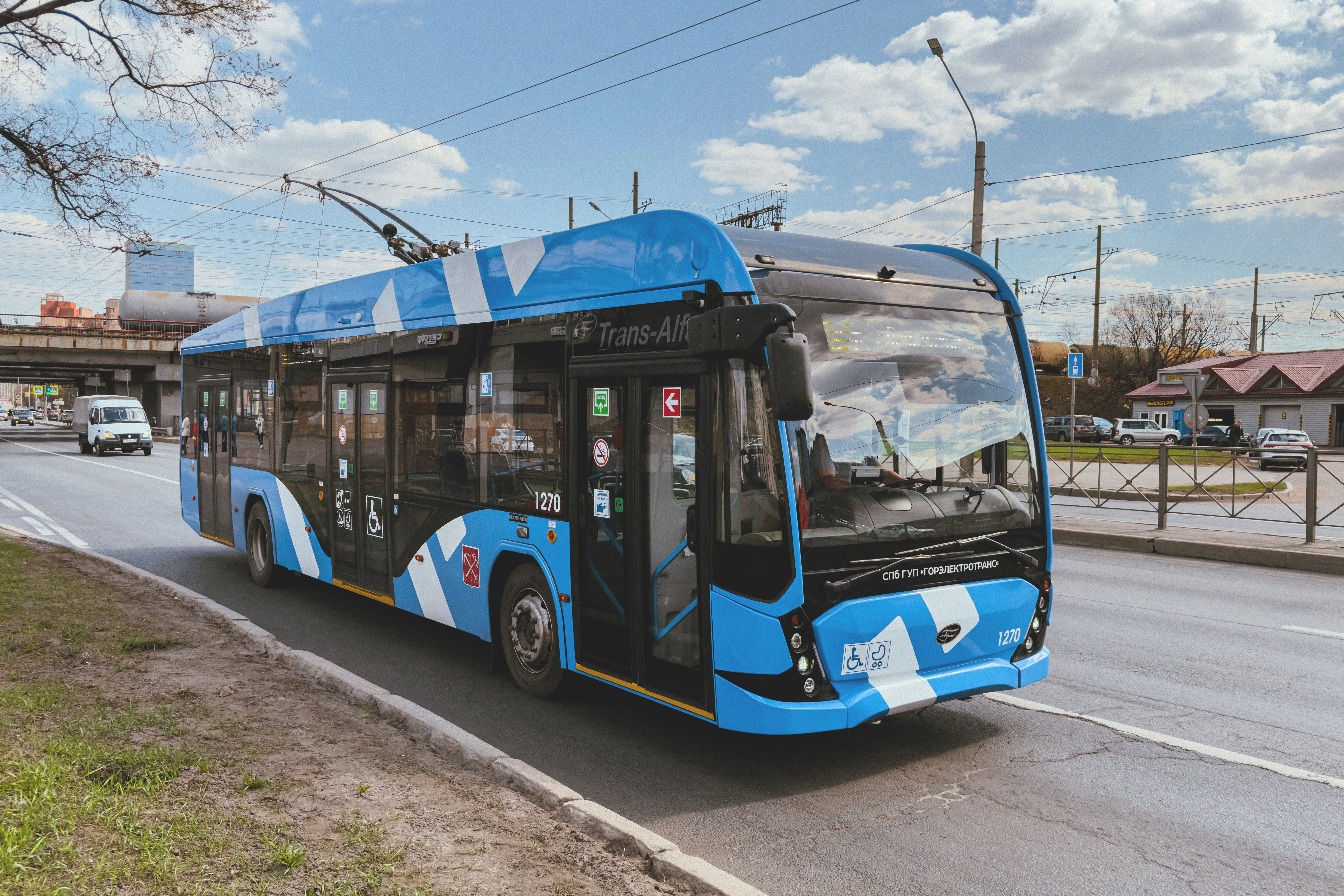
ВМЗ-5298.01 «Авангард» в Санкт-Петербурге

Троллейбус ВМЗ-5298-0000010-01 «Авангард», оснащённый автономным ходом 20 км (у старых троллейбусов — 1 км.)
Пассажировместимость — 86 человек. 
Количество мест для сидения пассажиров — 30.
Снаряжённая масса – 13 140 кг;
Тяговый преобразователь – ИРБИ-АТ1-280У2;
Максимальная скорость – 80 км/ч;
Электродвигатель – ДТА-У1У, асинхронный мощностью 180 кВт;
Передняя ось – ZF RL75А;
Задняя ось – ZF AV-133;
Освещение – светодиодное.
- Модификация ВМЗ-5298.01-25 — Реостатно-контакторная система управления (РКСУ)
- Модификация ВМЗ-5298.01-50 — переменный уровень пола (ступенька у задней двери)
- Модификация ВМЗ-5298.01-90 — полностью низкопольный

## Рестайлинг 2022 года
Обновлённая модель с новой маской кабины была представлена в мае 2022 года в Санкт-Петербурге на ежегодном международном транспортном фестивале «SPbTransportFest 2022». Дизайн унифицирован с опытным электробусом ВМЗ-5298.02 «Сириус», впервые представленном на фестивале 2019 года. 
Летом 2023 года ГУП "Горэлектротранс" С-Петербурга закупил 166 таких троллейбусов.
Технические харрактеристики:
- Полностью низкопольный троллейбус с увеличенным автономным ходом от 20 км или аварийным автономным ходом до 500 метров.
- Пассажировместимость — 107 человек.
- Количество мест для сидения пассажиров — 37.
- Срок эксплуатации 12 лет.
- Мощность тягового асинхронного электродвигателя до 107 кВт
- Радиус разворота 11,5 м
- Масса в снаряженном состоянии 10 660—12 150 кг
- Колесная формула 4х2
- Мост ведущий задний
- Система отопления смешанная: кондиционер, отопители

## Эксплуатация
Модели троллейбуса ВМЗ-5298.01 «Авангард» можно встретить во многих городах России, в Киргизии, а также в Приднестровье. 
Выпущено 1067 троллейбусов различных модификаций «Авангарда». 
| Страна         | Город             | Эксплуатирующая организация                                                   | Модификация            | Количество                                  |
| Кыргызстан     | Бишкек            | Бишкекское троллейбусное управление                                           | ВМЗ-5298.01 «Авангард» | 35 единиц                                   |
| Россия         | Абакан            | МП «Троллейбусное управление»                                                 | ВМЗ-5298.01 «Авангард» | 9 единиц                                    |
| Россия         | Барнаул           | МУП Горэлектротранс                                                           | ВМЗ-5298.01 «Авангард» | 11 единиц (9 — обычные) (2 — АХ до 40 км)   |
| Россия         | Братск            | МП «Братское троллейбусное управление»                                        | ВМЗ-5298.01 «Авангард» | 35 единиц                                   |
| Россия         | Брянск            | МУП «Брянское троллейбусное управление»                                       | ВМЗ-5298.01 «Авангард» | 36 единиц                                   |
| Россия         | Владивосток       | ОАО «Электрический транспорт»                                                 | ВМЗ-5298.01 «Авангард» | 2 единицы                                   |
| Россия         | Владимир          | ООО "Владимирпассажиртранс"                                                   | ВМЗ-5298.01 «Авангард» | 2 единицы                                   |
| Россия         | Волгоград         | МУП «Метроэлектротранс»                                                       | ВМЗ-5298.01 «Авангард» | 56 единиц                                   |
| Россия         | Волгодонск        | МУП «ГПТ» г. Волгодонска                                                      | ВМЗ-5298.01 «Авангард» | 1 единица                                   |
| Россия         | Вологда           | МУП ПАТП-1                                                                    | ВМЗ-5298.01 «Авангард» | 4 единицы                                   |
| Россия         | Екатеринбург      | ЕМУП «Гортранс»                                                               | ВМЗ-5298.01 «Авангард» | 1 единица                                   |
| Россия         | Иркутск           | МУП «Иркутскгортранс»                                                         | ВМЗ-5298.01 «Авангард» | 14 единиц                                   |
| Россия         | Йошкар-Ола        | ГУП РМЭ «Троллейбусный транспорт»                                             | ВМЗ-5298.01 «Авангард» | 5 единиц                                    |
| Россия         | Казань            | МУП «Метроэлектротранс»                                                       | ВМЗ-5298.01 «Авангард» | 15 единиц                                   |
| Россия         | Калининград       | МУП «КалининградГорТранс»                                                     | ВМЗ-5298.01 «Авангард» | 6 единиц                                    |
| Россия         | Калуга            | МУП «Управление Калужского троллейбуса»                                       | ВМЗ-5298.01 «Авангард» | 2 единицы                                   |
| Россия         | Ковров            | МУП «УТТ»                                                                     | ВМЗ-5298.01 «Авангард» | 15 единиц                                   |
| Россия         | Краснодар         | МУП «Краснодарское трамвайно-троллейбусное управление»                        | ВМЗ-5298.01 «Авангард» | 22 единицы (10 — обычные; 12 — АХ до 15 км) |
| Россия         | Красноярск        | МП «Городской транспорт»                                                      | ВМЗ-5298.01 «Авангард» | 55 единиц с АХ до 15 км                     |
| Россия         | Киров             | АО «АТП»                                                                      | ВМЗ-5298.01 «Авангард» | 25 единиц                                   |
| Россия         | Ленинск-Кузнецкий | МП «Производственное троллейбусное управление города Ленинска-Кузнецкого»     | ВМЗ-5298.01 «Авангард» | 1 единица                                   |
| Россия         | Махачкала         | МУП «Махачкалинское троллейбусное управление»                                 | ВМЗ-5298.01 «Авангард» | 4 единицы                                   |
| Россия         | Миасс             | МУП «УПП МГО» (Управление пассажирских перевозок Миасского Городского Округа) | ВМЗ-5298.01 «Авангард» | 11 единиц                                   |
| Россия         | Мурманск          | АО «Электротранспорт»                                                         | ВМЗ-5298.01 «Авангард» | 65 единиц                                   |
| Россия         | Нижний Новгород   | МП «Нижегородэлектротранс»                                                    | ВМЗ-5298.01 «Авангард» | 4 единиц                                    |
| Россия         | Новороссийск      | МУП «Муниципальный пассажирский транспорт Новороссийска»                      | ВМЗ-5298.01 «Авангард» | 16 единиц                                   |
| Россия         | Оренбург          | МКП «Оренбургский городской пассажирский транспорт»                           | ВМЗ-5298.01 «Авангард» | 13 единиц                                   |
| Россия         | Орёл              | МУП «ТТП»                                                                     | ВМЗ-5298.01 «Авангард» | 3 единицы                                   |
| Россия         | Петрозаводск      | ПМУП «Городской транспорт»                                                    | ВМЗ-5298.01 «Авангард» | 26 единиц                                   |
| Россия         | Подольск          | МУП «Подольский Троллейбус»                                                   | ВМЗ-5298.01 «Авангард» | 3 единицы                                   |
| Россия         | Рыбинск           | АО «Рыбинскэлектротранс                                                       | ВМЗ-5298.01 «Авангард» | 45 единиц                                   |
| Россия         | Рубцовск          | МУТП Рубцовска                                                                | ВМЗ-5298.01 «Авангард» | 2 единицы                                   |
| Россия         | Рязань            | МУП «УРТ»                                                                     | ВМЗ-5298.01 «Авангард» | 12 единиц                                   |
| Россия         | Санкт-Петербург   | ГУП «Горэлектротранс»                                                         | ВМЗ-5298.01 «Авангард» | 314 единиц                                  |
| Россия         | Таганрог          | МУП «ТТУ»                                                                     | ВМЗ-5298.01 «Авангард» | 1 единицы                                   |
| Россия         | Тамбов            | МУП «Тамбовгортранс»                                                          | ВМЗ-5298.01 «Авангард» | 8 единиц                                    |
| Россия         | Химки             | МУП «Химкиэлектротранс»                                                       | ВМЗ-5298.01 «Авангард» | 2 единицы                                   |
| Россия         | Чита              | МП ТУ г. Читы                                                                 | ВМЗ-5298.01 "Авангард" | 55 единиц                                   |
| Россия         | Тула              | МКП "ТГЭТ"                                                                    | ВМЗ-5298.01            | 2 единиц                                    |
| Россия         | Ярославль         | АО «ЯрГЭТ»                                                                    | ВМЗ-5298.01 «Авангард» | 13 единиц                                   |
| Россия/Украина | Керчь             | МУП МОГОК «Керчьтроллейбус»                                                   | ВМЗ-5298.01 «Авангард» | 7 единиц                                    |
| Россия/Украина | Крым              | ГУП РК «Крымтроллейбус»                                                       | ВМЗ-5298.01 «Авангард» | 26 единиц                                   |
| Россия/Украина | Севастополь       | ГУП «СевЭлектроАвтоТранс им. А.С. Круподёрова»                                | ВМЗ-5298.01 «Авангард» | 100 единиц                                  |
| Приднестровье  | Тирасполь         | МУП «ТТУ»                                                                     | ВМЗ-5298.01 «Авангард» | 2 единицы                                   |
| Приднестровье  | Бендеры           | МУП «БТУ»                                                                     | ВМЗ-5298.01 «Авангард» | 5 единиц                                    |